# Patrik Trhac
Patrik Trhac (* 31. Oktober 1998 in San Diego, Kalifornien) ist ein US-amerikanischer Tennisspieler.

## Karriere
Trhac begann 2019 ein Studium an der Idaho State University, von der er nach drei Jahren an die University of Utah wechselte. In Studienzeit spielte er College Tennis. Erst nach seinem Abschluss Mitte 2023 spielte er die ersten Profi-Tennisturniere. Er nahm dabei ausschließlich an der Doppelkonkurrenz teil. Nach zwei Turniere mit anderen Partnern, spielte er ab Juli 2023 mit Ryan Seggerman, mit dem er schnell Erfolge feierte. Alle acht Turniere der drittklassigen ITF Future Tour, bei denen sie antraten gewannen sie. Darunter waren sie 28 Matches in Folge ungeschlagen, ehe sie bei ihrer ersten Teilnahme an der ATP Challenger Tour in Charleston in der ersten Runde ausschieden. Die nächsten Challengers in Playford und Sydney gewannen sie wiederum erneut überlegen, bevor sie das zweite Mal überhaupt in Calgary ein Match verloren. In der Tennisweltrangliste sprang Trhac damit aus dem Stand auf Rang 213.

## Erfolge
| Legende (Anzahl der Siege) |
| Grand Slam                 |
| ATP Finals                 |
| ATP Tour Masters 1000      |
| ATP Tour 500               |
| ATP Tour 250               |
| ATP Challenger Tour (11)   |

### Doppel

#### Turniersiege
| Nr. | Datum            | Turnier          | Belag         | Partner        | Finalgegner                                  | Ergebnis          |
| --- | ---------------- | ---------------- | ------------- | -------------- | -------------------------------------------- | ----------------- |
| 1.  | 28. Oktober 2023 | Playford City    | Hartplatz     | Ryan Seggerman | Blake Ellis Tristan Schoolkate               | 6:3, 7:63         |
| 2.  | 4. November 2023 | Sydney           | Hartplatz     | Ryan Seggerman | Ruben Gonzales Nam Ji-sung                   | 6:4, 6:4          |
| 3.  | 21. Januar 2024  | Indian Wells (1) | Hartplatz     | Ryan Seggerman | Thai-Son Kwiatkowski Alex Lawson             | 6:2, 7:63         |
| 4.  | 27. Januar 2024  | Indian Wells (2) | Hartplatz     | Ryan Seggerman | Thomas Fancutt Ajeet Rai                     | 6:4, 3:6, [10:3]  |
| 5.  | 7. April 2024    | Mexiko-Stadt     | Sand          | Ryan Seggerman | Tristan Schoolkate Adam Walton               | 5;7, 6:4, [10:5]  |
| 6.  | 25. Mai 2024     | Skopje           | Sand          | Ryan Seggerman | Andrew Paulson Patrik Rikl                   | 6:3, 7:64         |
| 7.  | 6. Juli 2024     | Bloomfield Hills | Hartplatz     | Ryan Seggerman | Ozan Baris Nishesh Basavareddy               | 4:6, 6:3, [10:6]  |
| 8.  | 12. Oktober 2024 | Fairfield        | Hartplatz     | Ryan Seggerman | Gabi Adrian Boitan Bruno Kuzuhara            | 6:2, 3:6, [10:5]  |
| 9.  | 19. Oktober 2024 | Calgary          | Hartplatz (i) | Ryan Seggerman | Robert Cash JJ Tracy                         | 6:3, 7:63         |
| 10. | 14. Juni 2025    | Ilkley           | Rasen         | Diego Hidalgo  | Charles Broom Ben Jones                      | 6:3, 6:78, [10:7] |
| 11. | 17. August 2025  | Sumter           | Hartplatz     | Ryan Seggerman | N. Sriram Balaji Rithvik Choudary Bollipalli | 6:4, 7:63         |

#### Finalteilnahmen
| Nr. | Datum           | Turnier | Belag | Partner       | Finalgegner                   | Ergebnis  |
| --- | --------------- | ------- | ----- | ------------- | ----------------------------- | --------- |
| 1.  | 26. August 2025 | Umag    | Sand  | Marcus Willis | Romain Arneodo Manuel Guinard | 5:7, 6:72 |